# ナフダ
アン＝ナフダ運動（アン＝ナフダうんどう、アラビア語: حركة النهضة、英語: Ennahda Movement）は、チュニジアの政党。日本語メディアでは「アンナハダ」と表記されることが多い。アン＝ナフダはアラビア語で「覚醒」「ルネサンス」を意味する。

## 沿革
ムスリム同胞団やイラン・イスラム革命に触発されて結成された。
党首であるラーシド・ガンヌーシーは2011年に帰国した。
2011年10月に行われた制憲議会選挙で、217議席中89議席を獲得し第1党となった。選挙後の協議で共和国のための会議(CPR)、エタカトルとの連立政権樹立が決まった。
2013年2月に野党の民主愛国党党首が暗殺された事件を受けて、ナフダ幹事長でもあるハンマーディー・ジバーリー首相は実務型の内閣改造を提案していたが、党内の反発を受けて断念し、首相と党幹事長を辞任した。後任はアリー・ラライエドに決まった。
2014年の人民代表議会選挙では、前回から20議席減の69議席を獲得するにとどまり、第2党となった。
2019年の人民議会選挙では第一党となったが、定数217のうち52議席を獲得するに留まった。ナフダはほぼ同時に実施された大統領選挙の第一回投票で首位につけたカイス・サイードの支持者の取り込みを図り、決選投票でサイードを支援しただけでなく、その支持者に対して、サイード大統領に協力的な政府をつくる用意があると訴えた。2020年2月に発足したイリエース・ファフファーフ内閣では、32名の閣僚中6名を輩出した。
しかしその後、大統領との関係が悪化し、少なくとも17名の党員ないし元党員が当局に拘束され、2022年12月以降は全国各地の事務所も閉鎖された。党首のガンヌーシーも拘束され、2023年4月には党本部が捜索を受けた。

## 政治的立場
ナフダは一般に、経済的自由主義に温厚な支持を持つ社会的に中道と称されるが、自由主義者はこの点について「ダブルスピーク」の論説だと非難する。 同党は他の党で支配的な強い世俗主義や、アラブ民族主義・社会主義の修正を望んでおり、代わりに西洋とのさらなる緊密化や、より強い経済的自由などのその他の観点ではより融和的である。同党は現在、統治の形態がチュニジアに適したものであるように急進的なイスラム主義を拒絶している。世俗主義的な相手との討論でアル・ガンヌーシは「なぜ我々は、他にも我々に近い、トルコやマレーシア、インドネシアのモデルのようなイスラムと近代性を兼ね備えた、成功したイスラムのモデルがあるにもかかわらず、我々の考えから遠いタリバンや、サウジモデルのようなモデルとして、同じ場所に置かれているのか。」と発言した。
チュニジアの現代民主派 (Pole Democratique Moderniste) 政治連合のアフマド・イブラーヒームは外国のジャーナリストに「ナフダはテレビでは「ソフト」なようだが、モスクでは完全に違う。彼らの中にはジハードを求める声もある。」と不満をこぼした。 アル＝アラビーヤのゼネラルマネージャーはナフダは穏健な指導者がいる根本的に保守的なイスラム主義の党だとする論説を書いた。 ナフダは穏健な表層と「完全な原理主義への傾倒」によって定義される基礎が混在していると説明される。
同党は女性の権利と男性女性間の市民権の平等の保護を表明したが、チュニジアの制憲議会選挙で地方毎の名簿33冊のうち先頭位置には2人の女性しか配置を決定しなかった。アル・ガンヌーシはベン・アリー政権下では女性は事実上指導者地位につけなかったことと、たった数人の女性だけが指導者の地位に適しているのが「現実」だということに言及した。
同党は世俗主義や社会自由主義が優勢なチュニスのような都市部ではより穏健的である。